# Orchomenella pacifica
Orchomenella pacifica är en kräftdjursart som först beskrevs av Gurjanova 1938.  Orchomenella pacifica ingår i släktet Orchomenella och familjen Lysianassidae. Inga underarter finns listade i Catalogue of Life.